# Хлеборобное (Ростовская область)
Хлеборо́бное — село в Целинском районе Ростовской области.
Административный центр Хлеборобного сельского поселения.

## История
Село основано в 1922 году переселенцами духоборами из Закавказья, изначально состояло из населённых пунктов хуторов Веригина и Чистякова.

## Население
| 2010 |
| ---- |
| 934  |

## Улицы
| - пер. Больничный, - ул. Будённого, - пер. Зелёный, - ул. Ленина, | - ул. Механизаторов, - ул. Молодёжная, - ул. Октябрьская, - ул. Советская, | - ул. Строителей, - пер. Учительский, - ул. Фрунзе, - ул. Чапаева. |